# Крістіана Мартель
Крістіан Мартел (фр. Christiane Martel; нар. 18 січня 1932, Париж) — французька кіноактриса, переможниця конкурсу «Міс Всесвіт 1953».

## Біографія
В 1953 році виграла конкурс Міс Всесвіт 1953, на якому представляла Францію. Тим не менш, вона не була «офіційною» міс Францією.
Незабаром після перемоги в конкурсі Мартель почала успішну кар'єру у французькому кіно, з'явившись у таких фільмах, як Yankee Pasha, So This Is Paris, у Парижі вийшла в 1956 році версія Corazón Salvaje (де вона грала лиходійку Еймі), Viva El Amor!", «Rosa Blanca» та її останній фільм на сьогоднішній день, що вийшов у 1961 «Leoni al Sole».
Була недовгий час одружена з Ронні Маренго, спадкоємцем власника універмагу, з яким вона розлучилася в 1955 році. Пізніше вийшла заміж за Мігеля Алемана Веласко, губернатора мексиканського штату Веракрус та сина Мігеля Алемана Вальдеса, колишнього президента Мексики. Проживає в Мексиці, штат Веракрус. У шлюбі народилися три доньки та один син. Їхній син Мігель Алеман Маньяні — співвласником компанії Televisa і власник авіакомпанії Interjet.
З'являлася на телевізійних конкурсах «Міс Всесвіт» у 1989, 1993 та 2007 роках, які проходили у Мексиці. Також була суддею на конкурсі «Міс Всесвіт» 1978 року. Її останній виступ на телебаченні у Франції відбувся 3 грудня 2011 року на конкурсі «Міс Франція». У 2017 році з'явилася в мексиканському телешоу Sale el sol, де у неї взяли інтерв'ю.

## Фільмографія
- 1954 — «Rails End at Laramie» — США (інша назва) Yankee Pasha (як Міс Франція) дівчина з гарему
- 1955 — So This Is Paris (як Крістіан Мартель)
- 1955 — Drop the Curtain «Abajo el telón» — оригінальна назва
- 1956 — Corazón salvaje
- 1956 — Bataclán mexicano
- 1956 — Una lección de amor (як Крістіан Мартель)
- 1956 — Adam and Eve …. Єва
- 1957 — Cien muchachas
- 1958 — Viva el amor! …. Патрісія Морлейн
- 1959 — I, Sinner «Yo pecador» — Мексика (оригінальна назва)
- 1959 — La estampida
- 1959 — Little Savage — Наноа Рібауд
- 1959 — Señoritas
- 1959 — Tipi da spiaggia — Барбара Паттон
- 1960 — Poker de reinas
- 1960 — Howlers of the Dock «Urlatori alla sbarra» — Італія (оригінальна назва)
- 1960 — Impatient Heart (as Christiane Martell) Consueloaka «Impaciencia del corazón» — Мексика (оригінальна назва)
- 1960 — Lost Souls — Yvonne «Infierno de almas» — Мексика (оригінальна назва)
- 1960 — San Remo: The Big Challenge «San Remo, la grande sfida» — Італія (оригінальна назва)
- 1961 — The Guns of Juana Gallo «Juana Gallo» — Мексика (оригінальна назва)
- «Wild Stampede» — USA (TV title)
- 1961 — El padre Pistolas (як Крістіана Мартель)
- 1961 — Mexican Eyes aka «Ojos tapatios» — Мексика (оригінальна назва)
- 1961 — Rosa blanca (як Крістіана Мартель)
- 1961 — Leoni al sole
- 1962 — Tharus figlio di Attila (як Крістіана Мартель)
- «Colussus and the Huns» — США (TV title)